# Abéché
Abéché   este un oraș  în  partea de est a Ciadului,  centru administrativ al regiunii  Ouaddaï. Conform unor estimări oficiale din 2010, populația orașului numără 77.400 locuitori. Centru universitar. Aeroport (cod ICAO: FTTC) pe care aterizează regulat curse ce fac legătura cu capitala N'Djamena.